# Zgornja Slivnica
Zgornja Slivnica este o localitate din comuna Grosuplje, Slovenia, cu o populație de 94 de locuitori.